# Капия (филм)
Капия е български игрален филм (късометражен, комедия) от 2016 година по сценарий и режисура на Елена Тончева. Оператор е Марин Маринов.

## Сюжет
За да отмъсти на твърде строгия си нов учител Стоичков, Лили краде ключовете му и нахлува в дома му, за да му прави номера. Не е подготвена обаче за присъствието на неговата сляпа и сприхава майка. Заловена от нея, тя лъже, че е сгодена за Стоичков. Това прави майката щастлива и налага Лили да я посещава редовно, за да поддържа лъжата.

## Актьорски състав
| Роля               | Изпълнител     |
| Ролите изпълняват: |                |
| ------------------ | -------------- |
| Пламен Стоичков    | Иван Бърнев    |
| Лили               | Полина Недкова |
| майката            | Илка Зафирова  |

## Награди
- Диплом за филма в лицето на сценариста и режисьор Елена Тончева, и целия творчески екипот на 34-тия Фестивал на българския игрален филм Златна роза (Варна, 2016)